# John Hilton (tenisista)
John Hilton (ur. 25 czerwca 1947) – angielski tenisista stołowy, mistrz Europy.
Dwukrotny medalista mistrzostw Europy. Życiowy sukces zanotował podczas mistrzostw w 1980 w Bernie zostając mistrzem Europy w grze pojedynczej. Ponadto zdobył srebro w turnieju drużynowym (1978). Czterokrotnie startował w mistrzostwach świata, nie odnosząc jednak tam sukcesów. Najbliżej medalu był podczas mistrzostw świata w Tokio w 1983 roku przegrywając brązowy medal drużynowo z zespołem Węgier.